# رودیاریگ واتانپانیت

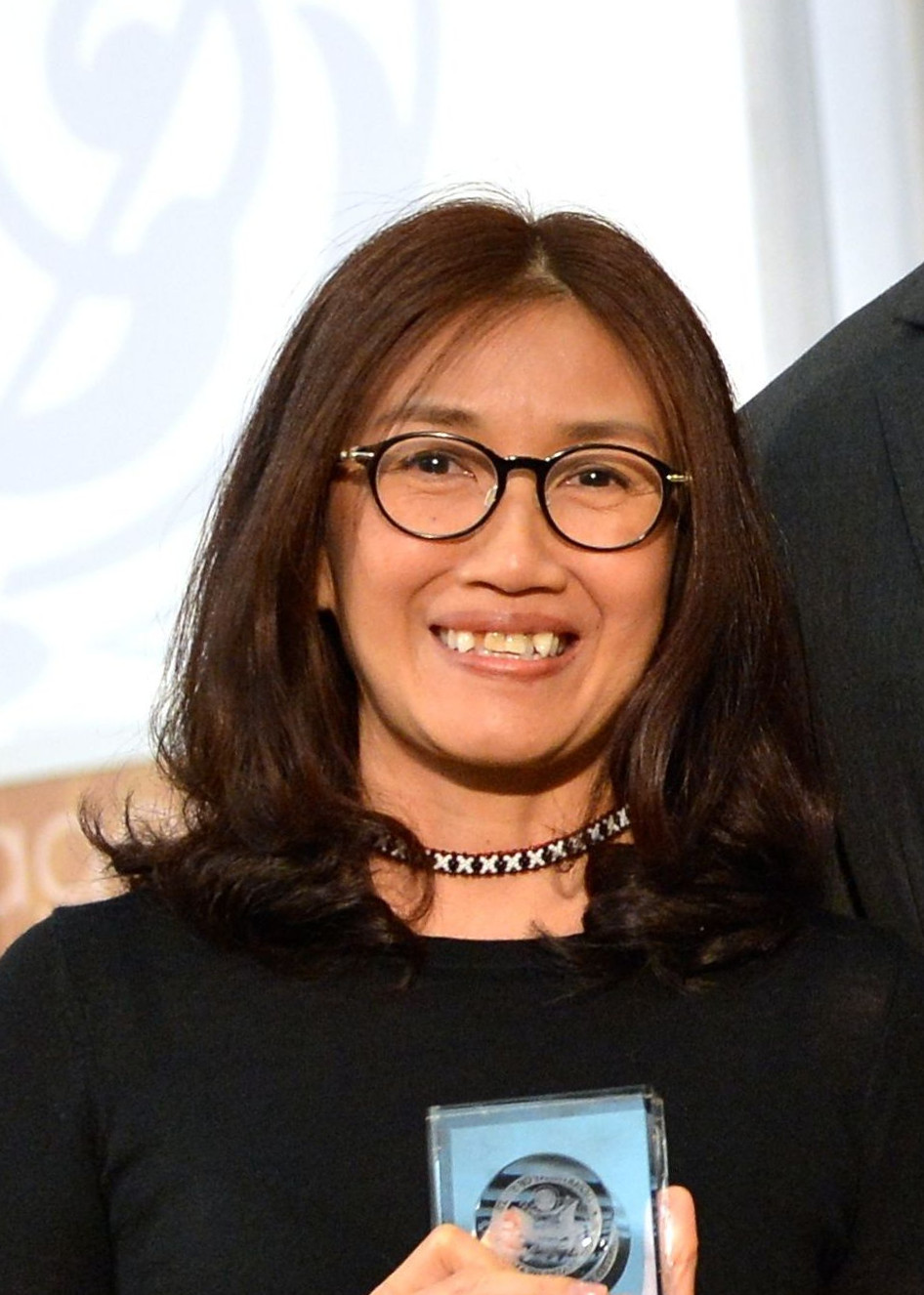

رودیاریگ واتانپانیت (Rodjaraeg Wattanapanit) زنی تایلندی است که به تأسیس سازمان غیرانتفاعی ایجاد آگاهی برای افزایش دموکراسی اقدام ورزید که تشویق به تبادل افکار نامحدود می‌کند. او همچنین دارای یک کتابفروشی به نام ری:پابلیک از سال ۲۰۱۱ است. در سال ۲۰۱۴ برای «تنظیم نگرش» به کمپ ارتش فراخوانده شد؛ و در سال ۲۰۱۵ او باز کتابفروشی را دایر کرد.
او در سال ۲۰۱۶ جایزه بین‌المللی زنان شجاع را دریافت کرد. او اولین فرد تایلندی برای دریافت این جایزه است.